# Classe Braunschweig (couraçados)
A Classe Braunschweig foi uma classe de couraçados pré-dreadnought operada inicialmente pela Marinha Imperial Alemã, composta pelo SMS Braunschweig, SMS Elsass, SMS Hessen, SMS Preussen e SMS Lothringen. Suas construções começaram em 1901 e 1902 nos estaleiros da Germaniawerft, Schichau-Werke e AG Vulcan Stettin, foram lançados ao mar entre 1902 e 1904 e comissionados na frota alemã entre 1904 e 1906. O projeto dos navios incorporou um armamento principal e secundário mais poderoso do que classes anteriores na forma dos navos canhões de 283 e 172 milímetros, além de um esquema de blindagem aprimorado e outras pequenas alterações.
Os couraçados da Classe Braunschweig eram armados com uma bateria principal composta por quatro canhões de 283 milímetros montados em duas torres de artilharia duplas. Tinham um comprimento de fora a fora de 127 metros, boca de 22 metros, calado de oito metros e um deslocamento carregado de mais de catorze mil toneladas. Seus sistemas de propulsão eram compostos por catorze caldeiras a carvão que alimentavam três motores de tripla-expansão de três cilindros, que por sua vez giravam três hélices até uma velocidade máxima de dezoito nós (33 quilômetros por hora). Os navios também eram protegidos por um cinturão de blindagem com 140 a 250 milímetros de espessura.
Os cinco navios serviram com a principal frota alemã durante seus primeiros anos de serviço, ocupando seus tempos principalmente com exercícios de rotina e cruzeiros de treinamento. Todas as embarcações menos o Preussen foram tirados de serviço e colocados na reserva entre 1912 e 1914, porém foram trazidos de volta para o serviço com o início da Primeira Guerra Mundial. Todos participaram de operações nos primeiros dois anos do conflito, com o Braunschweig e Elsass lutando na Batalha do Golfo de Riga em 1915 e o Hessen na Batalha da Jutlândia em 1916. Os cinco foram tirados novamente de serviço ainda em 1916 e usados em deveres secundários pelo restante da guerra.
As embarcações foram mantidas pela nova Marinha do Império depois do conflito de acordo com os termos do Tratado de Versalhes. O Preussen e o Lothringen foram transformados em navios-mãe para draga-minas, enquanto os restantes foram modernizados e serviram com a frota até a década de 1930. Todos foram descomissionados e desmontados no início da década de 1930, com exceção do Hessen, que foi convertido em um alvo de tiro controlado por rádio. Desempenhou esta função pela década seguinte sob Marinha de Guerra até ser cedido à Frota Naval Militar Soviética após a Segunda Guerra Mundial, sendo renomeado Tsel e servindo até ser desmontado em 1960.